# Opera Plaza
Opera Plaza este unul dintre hotelurile de cinci stele din Cluj-Napoca.
A fost construit pe fostul amplasament al fabricii de dulciuri Feleacul.
Hotelul Opera Plaza include 52 de camere și apartamente și a fost finalizat în iulie 2006, în urma unei investiții de 4,5 milioane euro.
Opera Plaza a fost dezvoltat de proprietarii fabricii de dulciuri Feleacul, Octavian și Călin Buzoianu.
În anul 2008, hotelul a generat o cifră de afaceri de 3 milioane de euro, iar gradul mediu de ocupare a fost de 76%.